# Carl-Erik Ström
Carl-Erik Ström, född 25 juli 1938 i Ekenäs, är en finländsk fotokonstnär. 
Ström, som är autodidakt, gjorde debut som fotokonstnär på De ungas utställning 1970, därefter talrika utställningsdeltaganden, bland annat som medlem av gruppen Skördemännen. Hans bilder representerar en ofta symbolmättad naturlyrik, företrädesvis utförd i svartvitt. Han gör också installationer eller kombinerar sina bilder med text. Han representerade Finland på Venedigbiennalen 1984. Han har utgett flera fotoböcker, bland annat Som en sten bland stenar, 1999. Han är bosatt i Stockholm.